# 데이비드 롤
데이비드 롤(David Rohl, 1950년 9월 12일 ~ )은 고대의 역사를 연구한 영국의 이집트학 학자이다.

## 저서
- 문명의 기원